# FN's havretskonvention
FN's havretskonvention (engelsk: The United Nations Convention on the Law of the Sea; UNCLOS) er en international havretlig konvention, der definerer nationers rettigheder og ansvarsområder i forhold til deres anvendelse af verdenshavene. Konventionen udstikker en række retningslinjer for søfart, miljø og administrationen af havets naturresurser. Konventionen blev indgået i 1982 og erstattede fire traktater fra 1958. Den trådte i kraft i 16. november 1994 og er til dato ratificeret af 167 lande inklusive EU. Danmark ratificerede Havretskonventionen 16. november 2004.
Havretskonventionen giver kyststaten fuld jurisdiktion over det ydre og indre territorialfarvand op til 12 sømil fra kystlinjen. Samtidig har kyststaten ret til at etablere en eksklusiv økonomisk zone op til 200 sømil ud i havet. I dette område har staten ret til at efterforske og udnytte havets ressourcer, ligesom staten kan håndhæve miljøjurisdiktion i området. Uden for disse zoner er åbent hav, som ikke er underlagt nogen stat, men som er åbent for alle til sejlads, fiskeri og overflyvning.
FN's afdeling for havspørgsmål og havret, United Nations Division for Ocean Affairs and the Law of the Sea (DOALOS), administrerer konventionen. Tvister mellem staterne kan indbringes for Den Internationale Havretsdomstol.
Havretskonventionen indeholder (særligt i dens kapitel 12) en række særlige artikler der fokusere på beskyttelse af havmiljøet mod forurening. Disse artikler pålægger de deltagende stater en række særlige pligter i forhold til at beskytte havmiljøet, men tildeler dem også en række rettigheder (jurisdiktioner) til at kunne håndhæve internationale regler til beskyttelse af havmiljøet. Disse internationale miljøregler er ofte vedtaget af FN’s maritime organisation; IMO og omfatter også regulering luftforurening fra skibe. Især håndhævelsen af det skærpede 0,5% svovl krav (i MARPOL 73/78 Konventionens Annex VI), der træder i kraft 1. Januar 2020, og IMO's kommende regler om drivhusgasser, har været genstand for diskussion i mange lande i forhold til hvorledes denne regel kan håndhæves gennem bestemmelserne i kapitel 12 i Havretskonventionen, særligt på det åbne hav.
I 2015 vedtog FN’s Generalforsamling ved Resolution 69/292, at DOALOS skulle søge at videreudvikle Havretskonventionen til at yde en bedre beskyttelse af havets ressourcer og sikre bæredygtig udvinding af disse, især i de områder der befinder sig uden for nogen stats farvand også benævnt ”ABNJ” (Areas Beyond National Jurisdiction), hvilket omfatter det åbne hav. Arbejdet er sat til at pågå over en række sessioner der finder sted fra 2018 til 2020, hvilket skal resultere i vedtagelsen af en aftale om bedre beskyttelse af BBNJ (Biodiversity Beyond National Jurisdiction) under Havretskonventionen.